# لوبنا (ناحیه سویتاوی)
لوبنا (به چکی: Lubná) یک منطقهٔ مسکونی در جمهوری چک است که در ناحیه سویتاوی واقع شده‌است. لوبنا ۱۹٫۸۶ کیلومتر مربع مساحت و ۹۹۸ نفر جمعیت دارد و ۴۹۵ متر بالاتر از سطح دریا واقع شده‌است.